# 福岡村 (岩手県)
福岡村（ふくおかむら）は、1954年（昭和29年）まで岩手県江刺郡にあった村。現在の北上市口内町にあたる。

## 沿革
- 1875年（明治8年）10月17日 - 水沢県による村落統合にともない、上口内村・下口内村・小池村・水押村・枛木田村が合併して福岡村が成立。
- 1889年（明治22年）4月1日 - 町村制施行にともない、福岡村単独で村制施行。
- 1954年（昭和29年）4月1日 - 和賀郡黒沢尻町・飯豊村・鬼柳村・更木村・二子村および胆沢郡相去村と合併し、北上市となる。

## 行政
- 歴代村長

| 代 | 氏名         | 就任                       | 退任                       | 備考 |
| -- | ------------ | -------------------------- | -------------------------- | ---- |
| 1  | 近藤利蔵     | 1889年（明治22年）5月25日  | 1894年（明治27年）4月27日  |      |
| 2  | 後藤玄遠     | 1894年（明治27年）5月8日   | 1895年（明治28年）4月20日  |      |
| 3  | 伊東梅元     | 1895年（明治28年）4月22日  | 1897年（明治30年）6月10日  |      |
| 4  | 伊藤雄部     | 1897年（明治30年）6月11日  | 1898年（明治31年）6月6日   |      |
| 5  | 浅野常太郎   | 1898年（明治31年）6月7日   | 1901年（明治34年）1月24日  |      |
| 6  | 伊藤雄部     | 1901年（明治34年）2月2日   | 1908年（明治41年）7月24日  | 再任 |
| 7  | 紺野繁三郎   | 1909年（明治42年）2月10日  | 1909年（明治42年）4月29日  |      |
| 8  | 昆野乙右衛門 | 1909年（明治42年）7月23日  | 1909年（明治42年）10月8日  |      |
| 9  | 木村多平     | 1910年（明治43年）3月11日  | 1910年（明治43年）12月12日 |      |
| 10 | 及川浄       | 1911年（明治44年）1月16日  | 1911年（明治44年）9月30日  |      |
| 11 | 折笠周三郎   | 1911年（明治44年）9月30日  | 1918年（大正7年）10月24日  |      |
| 12 | 伊藤雄晨     | 1918年（大正7年）12月9日   | 1927年（昭和2年）8月5日    |      |
| 13 | 昆野庄右衛門 | 1927年（昭和2年）9月18日   | 1931年（昭和6年）9月17日   |      |
| 14 | 近藤卓治     | 1931年（昭和6年）9月18日   | 1934年（昭和9年）7月28日   |      |
| 15 | 昆野精一郎   | 1934年（昭和9年）8月7日    | 1939年（昭和14年）4月14日  |      |
| 16 | 近藤卓治     | 1939年（昭和14年）4月24日  | 1941年（昭和16年）9月30日  | 再任 |
| 17 | 宍戸久之亟   | 1941年（昭和16年）10月16日 | 1945年（昭和20年）10月15日 |      |
| 18 | 昆野庄治     | 1945年（昭和20年）10月16日 | 1947年（昭和22年）3月31日  |      |
| 19 | 島津秀蔵     | 1947年（昭和22年）4月5日   | 1954年（昭和29年）3月31日  |      |